# Ruta 8 (Bolivia)

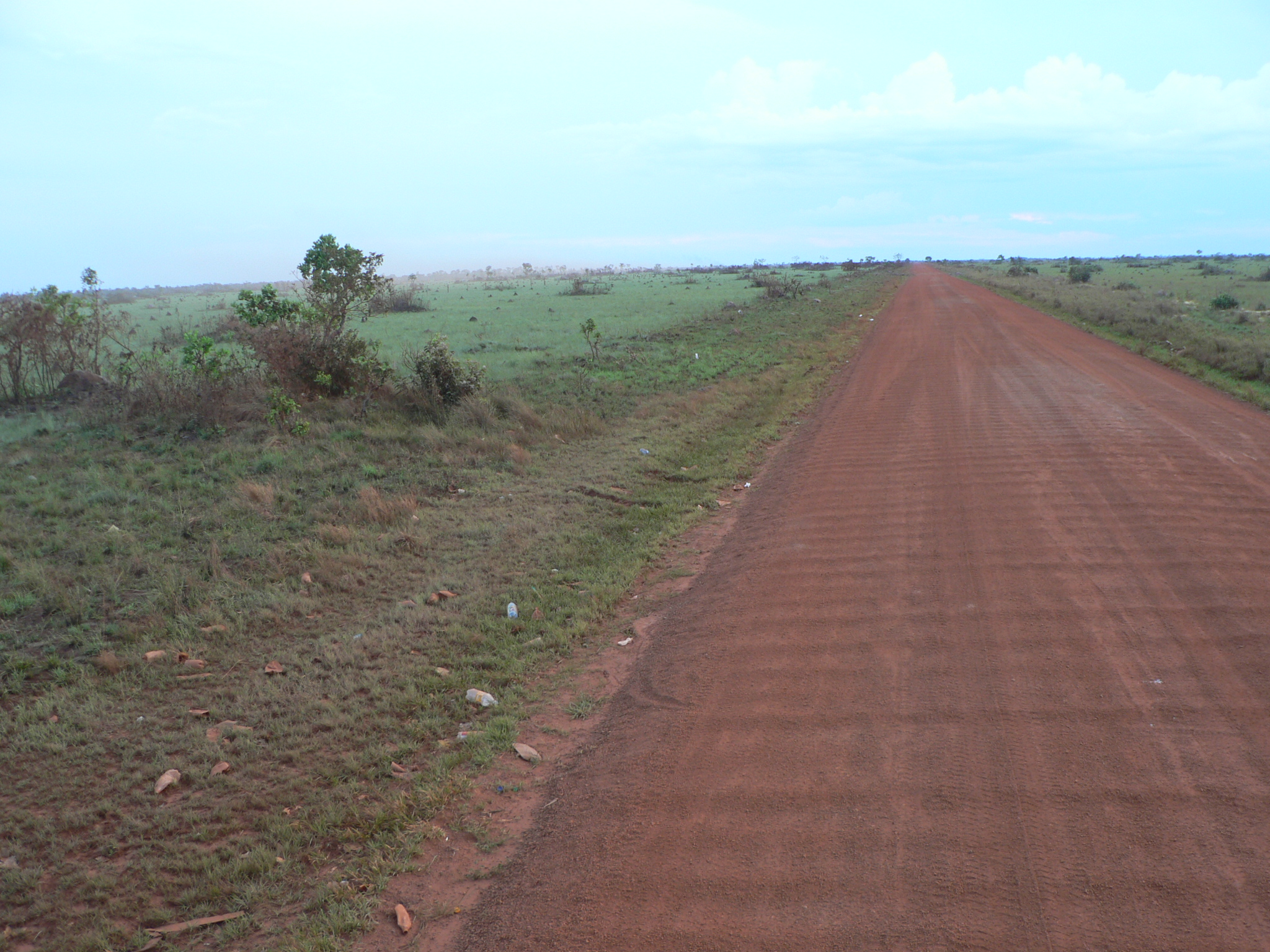
Vista de la Ruta Nacional 8

La Ruta 8 es una carretera de ripio de 696 km de extensión en Bolivia, en el norte del país, que discurre por el Departamento de Beni, entre la ciudad de Guayaramerín y el enlace con la Ruta 3 en Yucumo. La primera localidad citada se sitúa junto al Río Mamoré que es el límite natural con Brasil.
Este camino fue incluido en la Red Vial Fundamental por Decreto Supremo 25.134 del 31 de agosto de 1998.
Actualmente, ya entre 2023 y 2024 se está asfaltando la ruta entre Rurrenabaque y El Triángulo. Desde esta localidad (cruce con la Ruta 13 hasta Cobija), la carretera es pavimentada hasta Riberalta y Guayaramerín.

## Ciudades
Las ciudades y pueblos de más de 1000 habitantes por los que pasa este ruta de norte a sur son:
- kilómetro 0: Guayaramerín
- km 86: Riberalta
- km 499: Santa Rosa de Yacuma
- km 571: Reyes
- km 596: Rurrenabaque
- km 696: Yucumo